# Nový Hrozenkov
Nový Hrozenkov é uma comuna checa localizada na região de Zlín, distrito de Vsetín.